# Bönnsch (dialecte)
Le bönnsch est un dialecte ripuaire qui est parlé à Bonn (Allemagne) et dans les communes limitrophes.
Il ressemble beaucoup au kölsch qui est parlé plus au nord et ne s'en distingue
que par des détails. On peut cependant repérer une différence principale ainsi que quelques autres traits distinctifs qui n'apparaissent pas toutefois chez tous les locuteurs ou bien qui se sont effacés de par la plus forte présence à l'heure actuelle du kölsch à la radio.

## „Monophthongaison“ caractéristique
La caractéristique principale du bönnsch, c'est l'absence de diphtongues dans le corps des mots.
En kölsch les sons au et ei du germanique ancien sont prononcés [ɔu] et [ɛi]
(un peu comme dans l'anglais gold et take), en bönnsch on a à la place les voyelles longues [oː] et [eː].
| haut allemand | kölsch        | bönnsch       |
| ------------- | ------------- | ------------- |
| laufen        | laufe [lɔufə] | loofe [loːfə] |
| Auge          | Auch [ɔux]    | Ooch [oːx]    |
| heißen        | heiße [hɛisə] | heeße [heːsə] |
| eins          | ein [ɛin]     | een [eːn]     |

L'on remarquera que l'on ne trouve pas ces monophtongues à la fin des mots. On aura donc comme en kölsch : zwei (deux), Dau (coup, poussée) etc.
En haut allemand, comme on voit dans le tableau ci-dessus, le au et le ei
germanique ont été conservés. Cependant, par ailleurs, le haut allemand a transformé
le ū et le ī germanique respectivement en au et en ei, ce qui n'a eu lieu ni en kölsch ni en bönnsch, c'est pourquoi les rimes du haut allemand "weiß/heiß" (blanc, chaud) n'existent pas en ripuaire : on aura à Cologne wieß/heiß et à Bonn wieß/heeß.

## Autres caractéristiques
En bönnsch, l'auxiliaire être „sinn“ (sein) connaît à la première personne du singulier du présent de l'indicatif une forme qui a le même radical qu'à l'infinitif. On dit „ich sinn“ au lieu de „ich bin“. En kölsch on dit „ich ben“. Cette dernière forme étant plus proche du haut allemand, elle s'est répandue également à Bonn. 
Certains locuteurs à Bonn ne font pas la différence entre la terminaison –e et la terminaison –er. Ils les prononcent toutes deux [ə]. Cette façon de prononcer tend toutefois de plus en plus à disparaître.
En outre, certains mots présentent des formes différentes de celles du parler de Cologne. Ainsi l'on aura par exemple „att“ au lieu de „allt“ ou „att“ (allm. schon, fr. déjà), „donn“ au lieu de „dunn“ (tun, faire), „üe doot“ au lieu de „ehr deit“ (ihr tut, vous faites), „du siss“ au lieu de „do sühs“ (du siehst, tu vois).

## Échantillon linguistique
En germanistique l'on distingue et l'on compare les dialectes allemands en partant des phrases types établies par Georg Wenker. Voici les trois premières de ces phrases dans le parler de Bonn :
- Em Winte fleejen de drüjje Blaade en de Luff eröm. − Im Winter fliegen die trockenen Blätter in der Luft herum. (En hiver les feuilles mortes tournoient dans l'air.)

- Et hürt jlich op ze schneie, dann weed et Wädde widde bässe. − Es hört gleich auf zu schneien, dann wird das Wetter wieder besser. (Il va bientôt arrêter de neiger, ensuite le temps sera à nouveau meilleur.)

- Dunn Kolle en de Ovve, dat de Melech baal et Koche aanfängk. − Tu Kohlen in den Ofen, damit die Milch bald zu kochen anfängt. (Mets du charbon dans le poêle afin que le lait ne tarde pas à bouillir !)

## Dictionnaire
- Herbert Weffer : von aach bes zwöllef - Ein bönnsches Wörterbuch. Éditeur: Bonner Genealogischer Arbeitskreis, Bonn 2000